# Gabriel de Paulo Limeira
Gabriel de Paulo Limeira eller bara Gabriel föddes den 20 augusti 1983 i Mauá, Brasilien. Fotbollsspelare som spelat mittback i Manisaspor. Han är 190 cm lång och väger 73 kg. 
Hans nickar har lett till en del farliga målchanser.

## Klubbar
- EC Santo André
- AD São Caetano
- EC Bahia(Lån)
- Fortaleza EC(Lån)
- Malmö FF
- Manisaspor
- Botafogo (SP)
- Sport Recife
- Atlético Goianiense
- Fortaleza